# スカイフォール
「スカイフォール」（Skyfall）は、アデルが歌う楽曲であり、映画『007』シリーズ第23作『007 スカイフォール』の主題歌である。アデルが作詞し、ポール・エプワースがプロデュースし、J・R・C・レッドフォードのオーケストレーションがフィーチャーされた。「スカイフォール」は、『007 ドクター・ノオ』から始まるイーオン・プロダクションズ製作の『007』シリーズ50周年記念となる「ジェームズ・ボンド・デイ」である2012年10月5日に発売された。第85回アカデミー賞、歌曲賞受賞曲。

## 背景
2011年9月、『The Jonathan Ross Show』誌上のインタビューで、アデルが「特別なプロジェクトがある」と述べたことで、彼女が本テーマ曲を手がけるというメディアの憶測に繋がった。翌2012年4月、アデルはNRJで年末までに新しいシングルを出すが、それはリカット・シングルではないと語った。9月、『007 スカイフォール』の劇伴を作曲するトーマス・ニューマンが録音作業をしているアビー・ロード・スタジオでアデルが目撃され、タイトルは「Let the Sky Fall」とも噂された。そして9月、ワンリパブリックのヴォーカルであるライアン・テダーが「もう聴いたが、ジェームズ・ボンド史上最高のテーマ曲だった」と発言、同月にシングルのカバー・アートがオンライン上にリークされたが、アデルがプロジェクトに関与していることが公式に認められたのは、翌月1日であった。

## トラックリスト
- デジタルダウンロード

1. "Skyfall" – 4:46

- CD/ 7" ビニールシングル[9]

1. "Skyfall" – 4:48
2. "Skyfall" (Instrumental) – 4:45

## クレジット
レコーディング
- イングランド ロンドン アビー・ロード・スタジオ、2012年5月、8月

パーソネル
| - アデル – songwriter, vocals - ポール・エプワース – songwriter, producer, percussion, choir arrangement, orchestral arrangement - Pete Hutchington – production assistant - Joe Hartwell Jones – production assistant - Matt Wiggins – engineer - Simon Rhodes – orchestra recording - Tom Elmhirst – mixer - Tom Coyne – mastering engineer - James Reid – guitar | - Leo Taylor – drums - Nikolai Torp Larsen – piano - Tom Herbert – bass - Metro Voices – choir - Jenny O'Grady – choir master - J. A. C. Redford – orchestral arrangement, orchestrator, conductor - Isobel Griffiths – orchestra contractor - Charlotte Matthews – assistant orchestra contractor - Thomas Bowes – orchestra leader |

## チャートと認定
| チャート (2012年)                                  | 最高位 |
| -------------------------------------------------- | ------ |
| オーストラリア (ARIA)                              | 5      |
| オーストリア (Ö3 Austria Top 40)                   | 2      |
| ベルギー (Ultratop 50 Flanders)                    | 1      |
| ベルギー (Ultratop 50 Wallonia)                    | 1      |
| カナダ (Canadian Hot 100)                          | 3      |
| チェコ (Rádio Top 100)                             | 1      |
| デンマーク (Tracklisten)                           | 2      |
| ヨーロッパ (Euro Digital Songs)                    | 1      |
| フィンランド (The Official Finnish Download Chart) | 1      |
| フィンランド (Suomen virallinen lista)             | 15     |
| フランス (SNEP)                                    | 1      |
| ドイツ (GfK Entertainment charts)                  | 1      |
| ギリシャ デジタル・ソングス (Billboard)            | 1      |
| ハンガリー (Rádiós Top 40)                         | 1      |
| ハンガリー (Single Top 40)                         | 2      |
| アイスランド (Tónlist)                             | 5      |
| アイルランド (IRMA)                                | 1      |
| イタリア (FIMI)                                    | 1      |
| 日本 (Japan Hot 100)                               | 20     |
| レバノン (The Official Lebanese Top 20)            | 1      |
| ルクセンブルク デジタル・ソングス (Billboard)      | 2      |
| メキシコ エアプレイ(Billboard)                     | 23     |
| オランダ (Dutch Top 40)                            | 1      |
| オランダ (Single Top 100)                          | 1      |
| ニュージーランド (Recorded Music NZ)               | 2      |
| ノルウェー (VG-lista)                              | 7      |
| ポーランド デジタル・ソングス (Billboard)          | 1      |
| ポルトガル デジタル・ソングス (Billboard)          | 2      |
| スコットランド (Official Charts Company)           | 3      |
| スロバキア (Rádio Top 100)                         | 6      |
| 韓国 (Gaon International Chart)                    | 1      |
| スペイン (PROMUSICAE)                              | 4      |
| スイス (Schweizer Hitparade)                       | 1      |
| UK シングルス (OCC)                                | 2      |
| UK インディ                                        | 1      |
| US Billboard Hot 100                               | 8      |
| US Pop Airplay (Billboard)                         | 37     |
| US Adult Top 40 (Billboard)                        | 14     |
| US Adult Contemporary (Billboard)                  | 11     |

| 国/地域                                             | 認定     | 認定/売上数 |
| --------------------------------------------------- | -------- | ----------- |
| オーストラリア (ARIA)                               | Gold     | 35,000^     |
| ベルギー (BEA)                                      | Gold     | 15,000*     |
| カナダ (Music Canada)                               | Platinum | 0*          |
| ドイツ (BVMI)                                       | Gold     | 150,000^    |
| イタリア (FIMI)                                     | Platinum | 30,000*     |
| アメリカ合衆国 (RIAA)                               | Gold     | 500,000^    |
| * 認定のみに基づく売上数 ^ 認定のみに基づく出荷枚数 |          |             |

## カバーしたアーティスト
- out last Night - アメリカ
- ウィズイン・テンプテーション - オランダ
- アレクサンドロフ・アンサンブル-ロシア連邦